# اگزیستانسیالیسم سیاه
اگزیستانسیالیسم سیاه (انگلیسی: Black existentialism) یا نظریه انتقادی آفریقانا (انگلیسی: Africana critical theory) یک مکتب فکری است که «سلطه را مورد انتقاد قرار می‌دهد و قدرتمندی سیاه‌پوستان در جهان را تأیید می‌کند». گرچه این مکتب با اگزیستانسیالیسم و دغدغه‌های این فلسفه در مورد هستی و معنی در زندگی کلمه‌ای مشترک دارد، «بر رهایی تمام سیاه‌پوست‌های جهان از ستمدیدگی استوار است». به اگزیستانسیالیسم سیاه همچنین می‌توان به شکل شیوه‌ای نگاه کرد که به فرد امکان می‌دهد که آثار نویسندگان آفریقایی آمریکایی مانند دابلیو. ئی. بی. دیو بویس، جیمز بالدوین و رالف الیسون را در چارچوبی اگزیستانسیالیستی بخواند.